# Jaciment del Camí d'Albalate

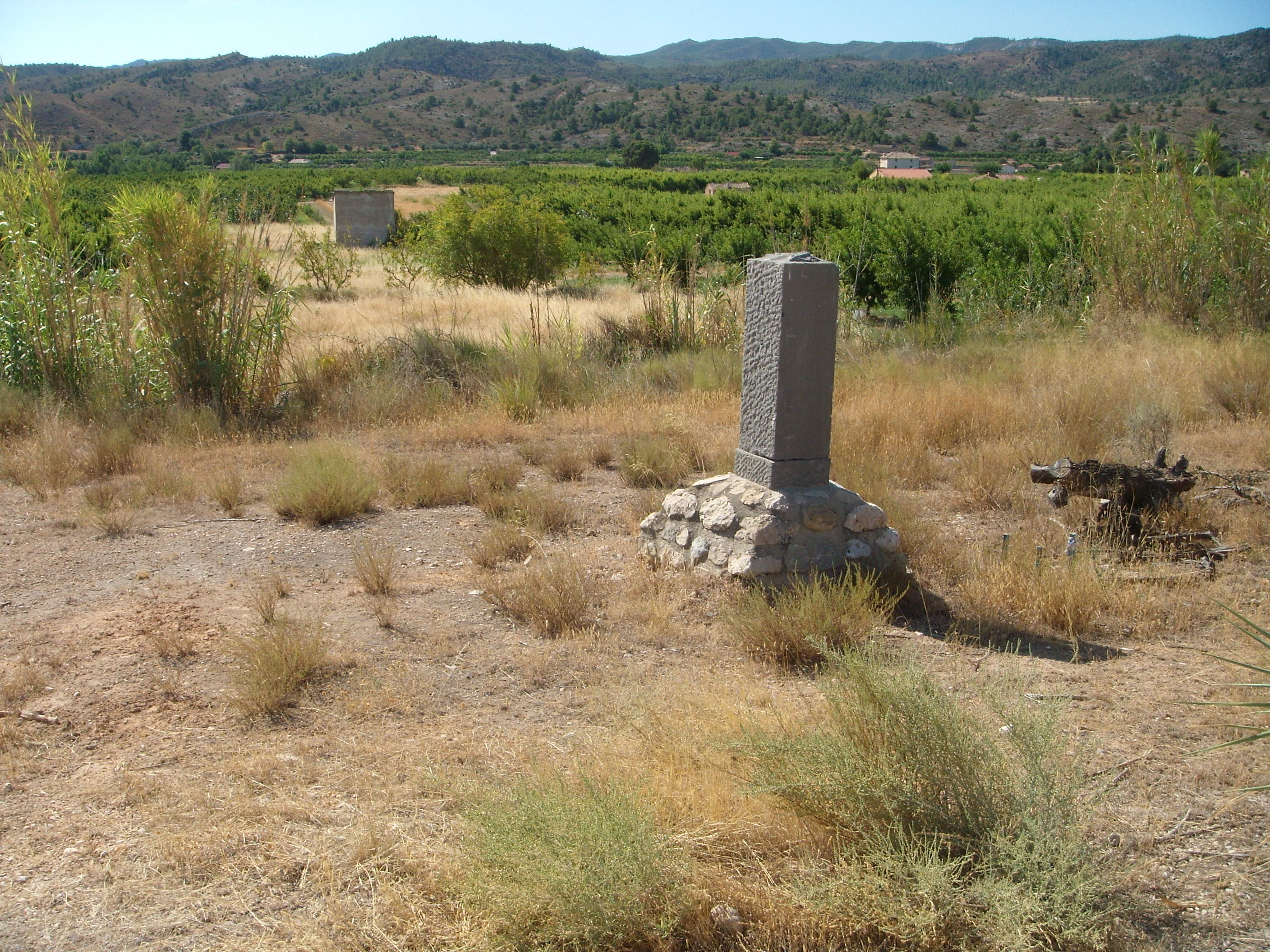
Vista del Jaciment del Camí d'Albalate, avui desmantellat, amb la fita commemorativa en primer terme.

El Jaciment del Camí de la Vega d'Albalate (Calanda), avui desmantellat, està situat en la partida d'horta d'Albalate, tractant-se d'un dels més significatius de la província de Terol; el mosaic en ell trobat constitueix el principal exponent de la cultura romana a la referida província.

## Història

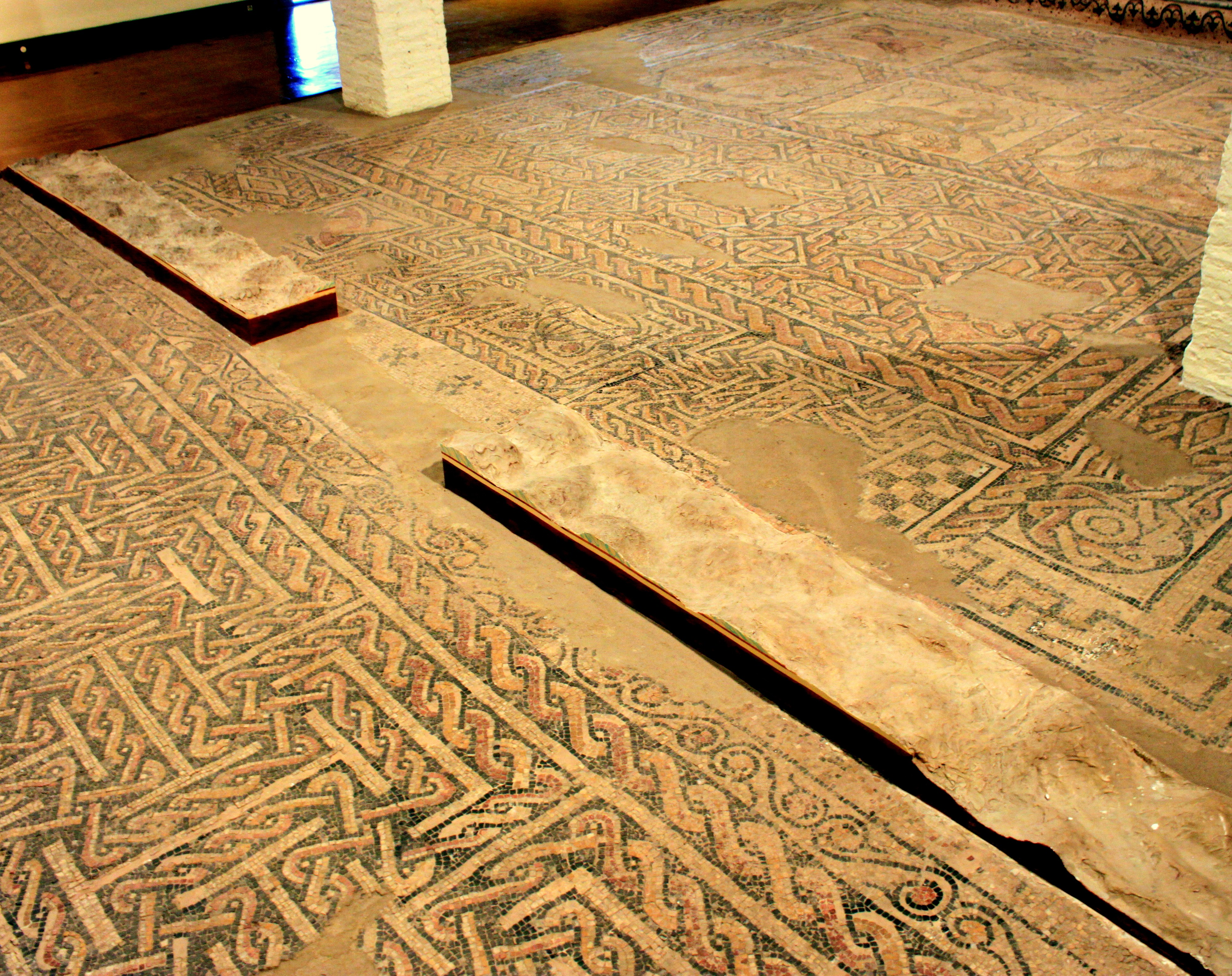
La vila: accés a la segona estada.

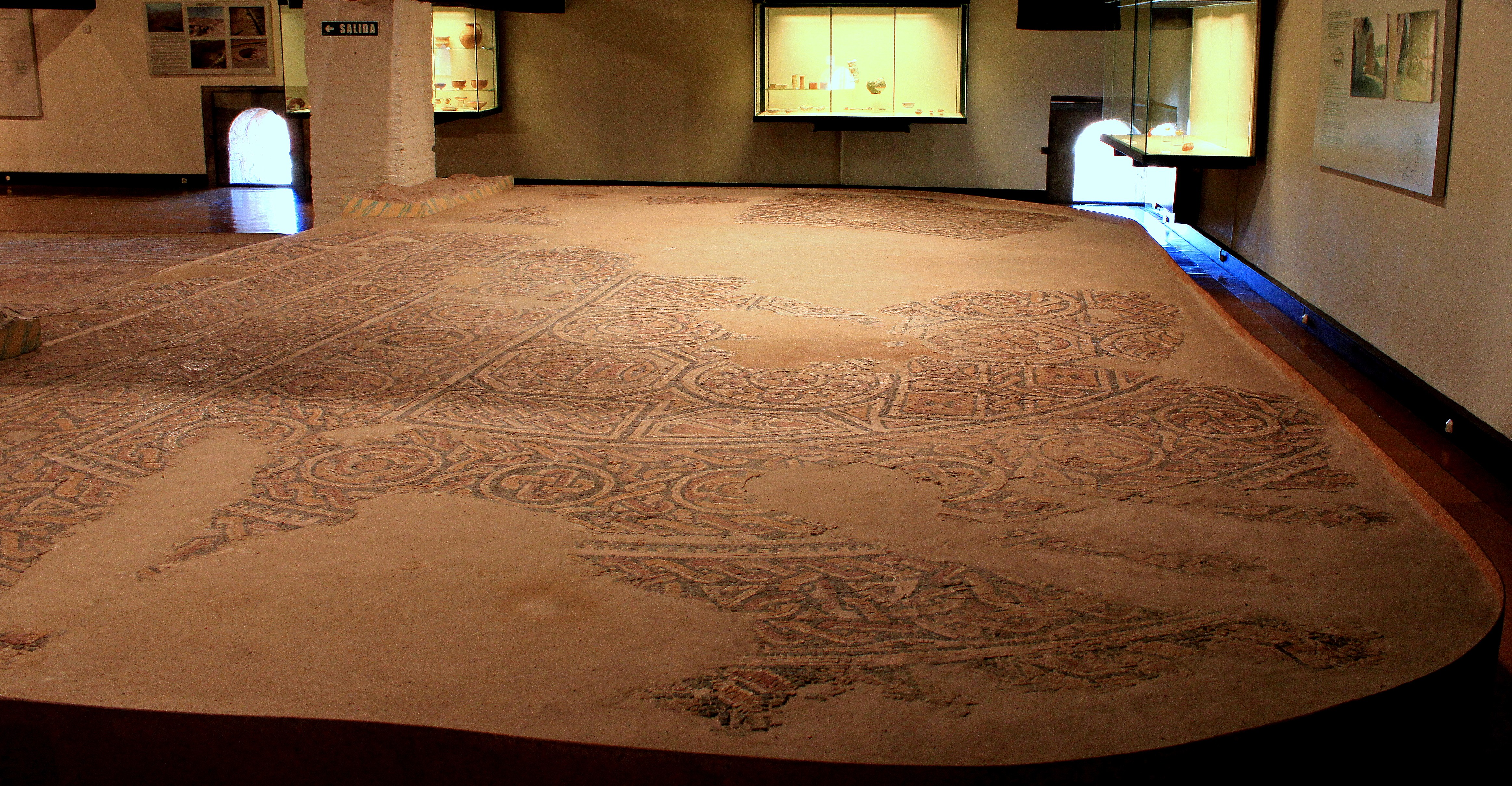
La vila: tercera estada.

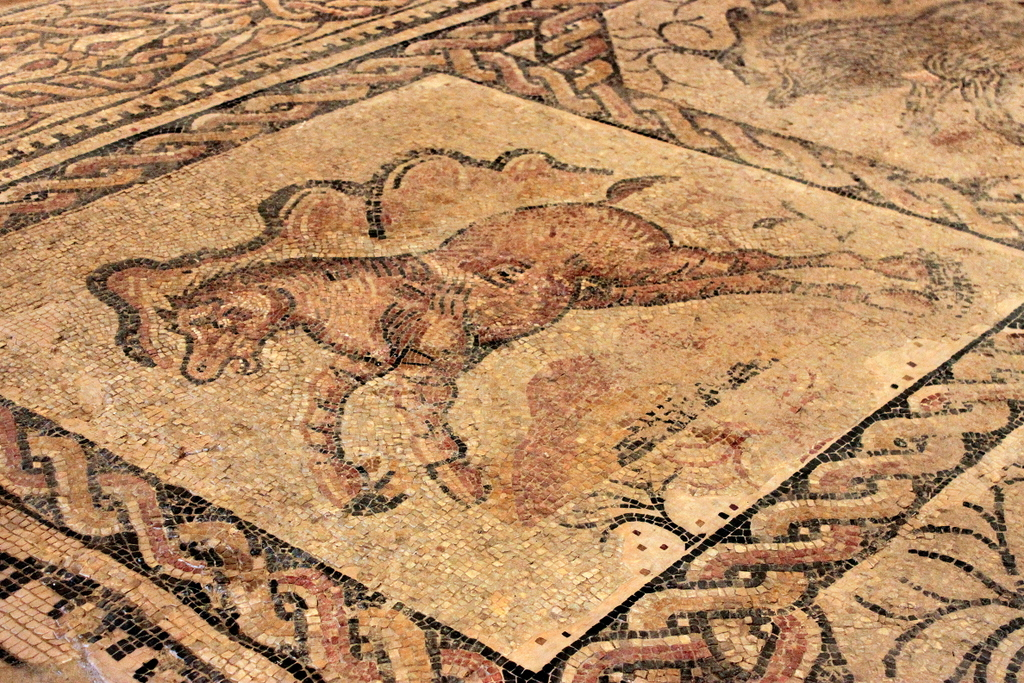
El mosaic: detall amb representació animal.

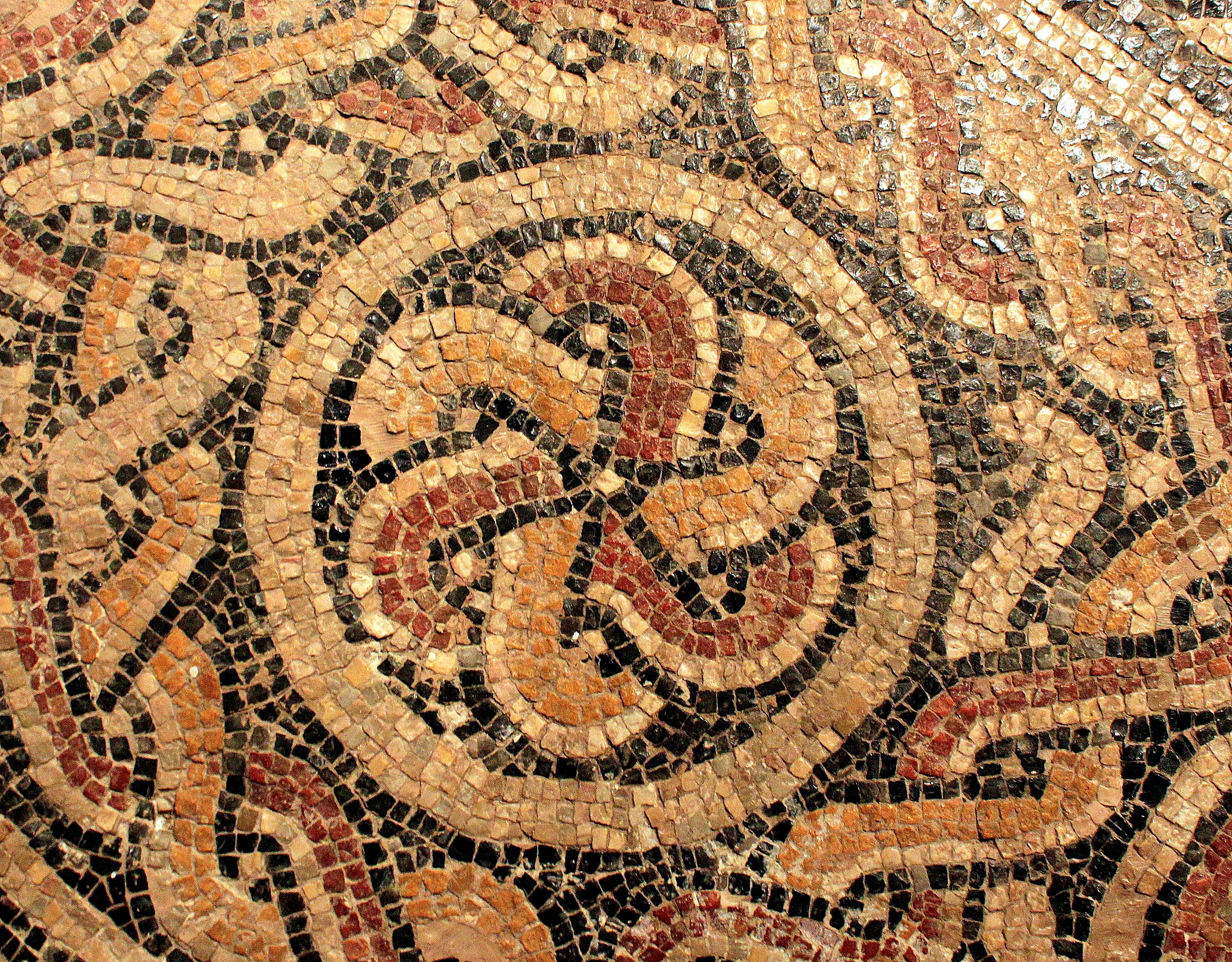
El mosaic: detall amb representació geomètrica.

Descobert al gener de 1964 per Antonio Bielsa Alegre, el Jaciment del Camí d'Albalate és el testimoniatge cabdal de la Calanda romana, implantada per Tito Didio després de la caiguda de la Calanda celtíbera (Kolenda). El més destacat del mateix va ser el paviment de la gran vila romana llavors allí asseguda, del que es va rescatar el seu notable mosaic, d'"opus tesellatum" polícromo i amb temàtica variada.

## La vila

### Primera estada
Constitueix l'habitació d'accés la més discreta del conjunt. El seu espai és de forma rectangular; la seva decoració musivaria incideix bàsicament en dos temes perfectament desplegats: banda de motius vegetals amb volutes, i banda de trenat de dos caps. Per una porta s'accedeix a la següent dependència.

### Segona estada
Era l'habitació principal de la vila, i artísticament resulta la més notable; al marge dels motius geomètrics -línies de rombes amb cercles en els seus vèrtexs- i animals -petits dofins-, la decoració inclou, enquadrats en sis espais -situats en una orla dividida en dos panells rectangulars juxtaposats-, la superba representació de sis animals, a saber: un cavall, un senglar, una pantera, un lleó, un ase i un lleopard; cadascun d'aquests animals, dels quals s'ha intentat captar el seu moviment, apareix realçat per un fons paisatgístic, la qual cosa confereix al dibuix certa continuïtat espacial. Una escala de dos esglaons, igualment recoberts de mosaic, condueix a la següent i última estada.

### Tercera estada
De forma semicircular, resulta materialment la pitjor conservada, en mancar el seu paviment de certs fragments musivaris; destinada possiblement a la funció de menjador -triclinium-, presenta una decoració constituïda per tres bandes geomètriques que tanquen en el seu interior diverses formes (cercles, rectangles, quadrats, octógonos, etc.).

## El mosaic
És aquest mosaic datat del segle II al IV una de les peces clau de la cultura romana a la província de Terol; l'historiador Manuel García Miralles ho descriu així (text en castellà):
| « | Conserva en perfecto estado su estructura y colorido. Está asentado en una base de canto rodado, sobre la que hay unas amplias baldosas de ladrillo cocido sin dibujo, de unos 40 cm², y encima de ese basamento el mosaico de piedras multicolores formando dibujos de extraordinara belleza, tales como copas, flores y diversas figuras geométricas. Se considera el hallazgo más importante de los habidos en la provincia de Teruel, ya que el de Urrea de Gaén -que figura también en el Museo Arqueológico Provincial, de 100 m²- ni tiene la belleza de este ni es tan grande. | » |

Una descripció i valoració més detallada és la que ofereix José María Blázquez Martínez en el seu estudi monogràfic del mosaic (text en castellà):
| « | De izquierda a derecha y de arriba a abajo se representan: caballo al galope dirigiéndose a la izquierda, el paisaje montañoso está representado muy esquemáticamente al fondo y debajo del bruto, así como unos arbustos raquíticos en los lados interior y derecho; jabalí corriendo, rodeado en tres lados por arbustos sin hojas con montículo al fondo, con tres arbustos crecidos sobre él; y leona rugiendo, caminando a la izquierda, rodeada de arbolitos. En la fila inferior se encuentran: león parado rugiendo entre dos árboles (las garras están sombreadas, al igual que una pata trasera del caballo, las cuatro pezuñas del jabalí y una garra de la leona); mulo galopando a la derecha entre dos filas de tres arbustos cada una, con la cabeza vuelta hacia atrás; y leopardo caminando a su derecha con la cabeza baja y tres arbustos colocados en la parte superior que tienen grandes hojas acorazonadas. El suelo está sombreado en las cuatro garras. El cuerpo de los animales es voluminoso. Están bien proporcionados y son bien expresivos en los gestos del morro. Se fecha este mosaico en la segunda mitad del siglo IV. | » |

Acabades les excavacions el 27 de maig de 1964, el mosaic va ser portat al Museu Provincial de Terol.

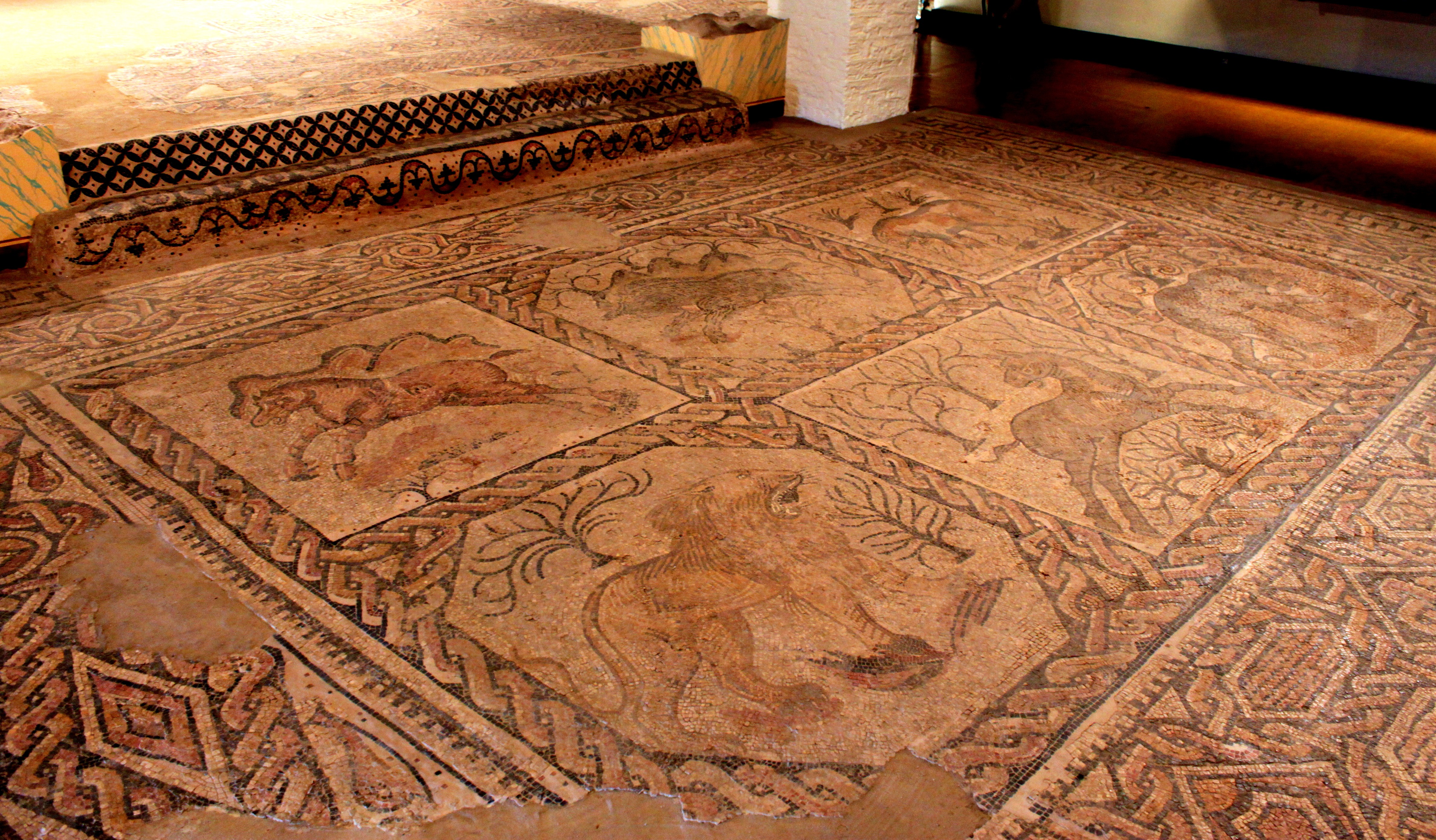
Vista parcial del mosaic romà de la vila del Camí de Albalate (Calanda): segona estada de la vila, amb la seva fastuosa representació musivaria de sis animals.

## Altres elements

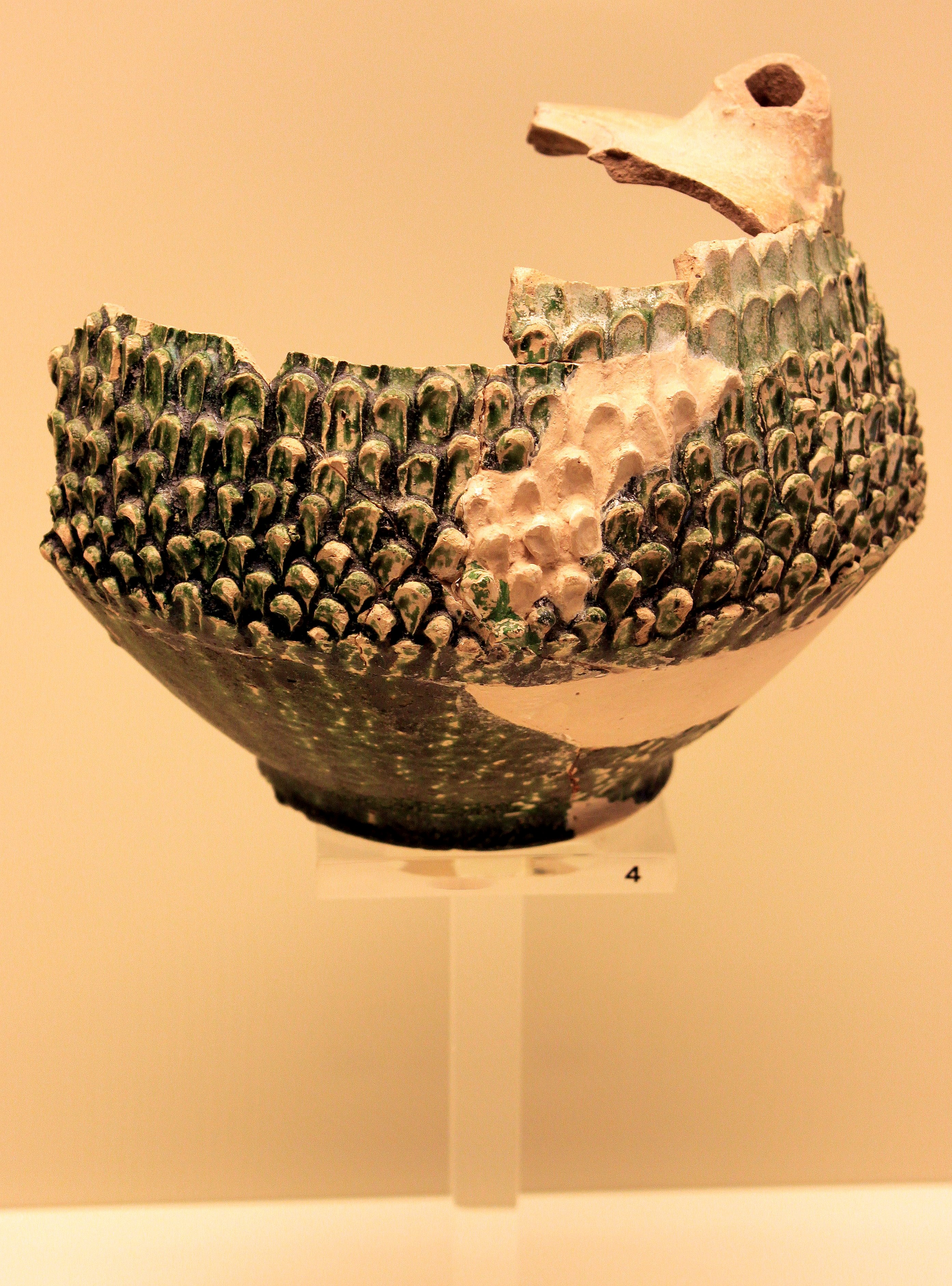
Atuell de ceràmica vidriada, amb escates de barbotina (Camí de la Vega d'Albalate, Calanda).

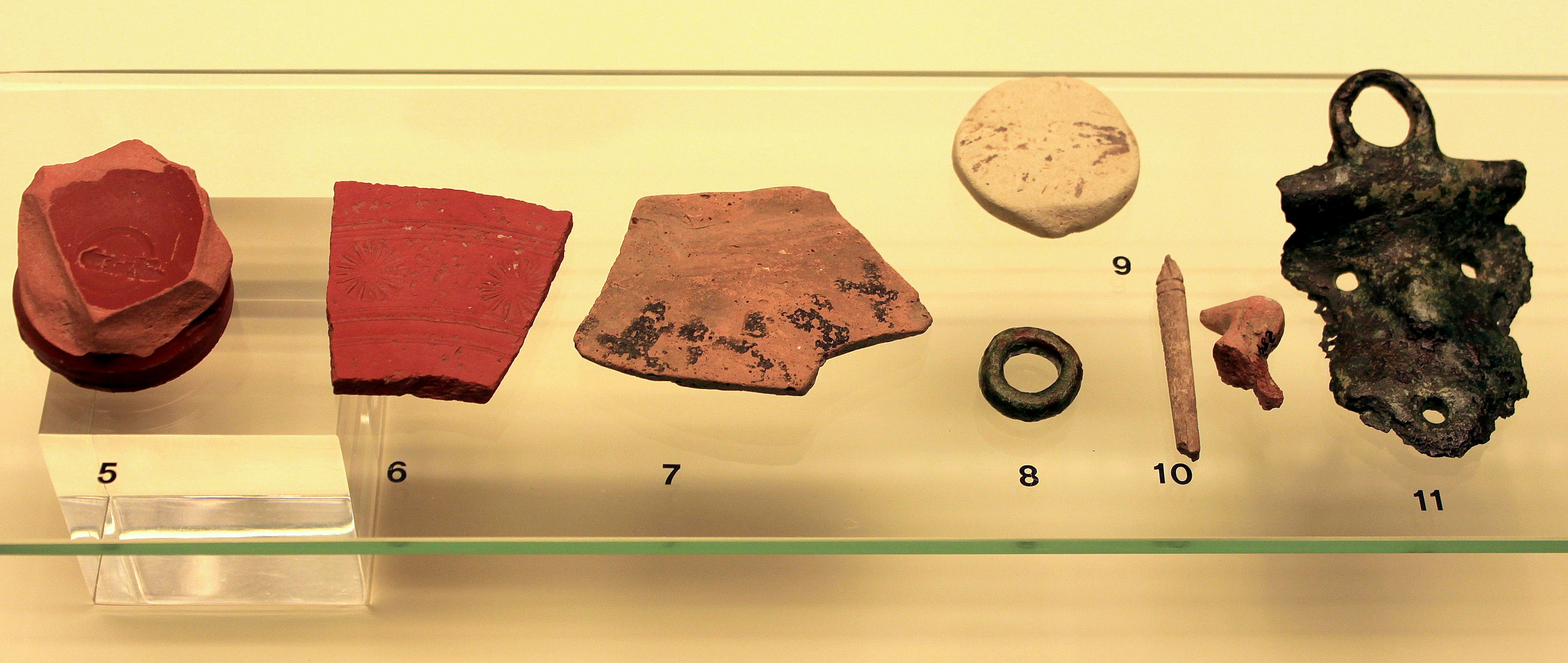
Elements varis (Camí de la Vega d'Albalate, Calanda).

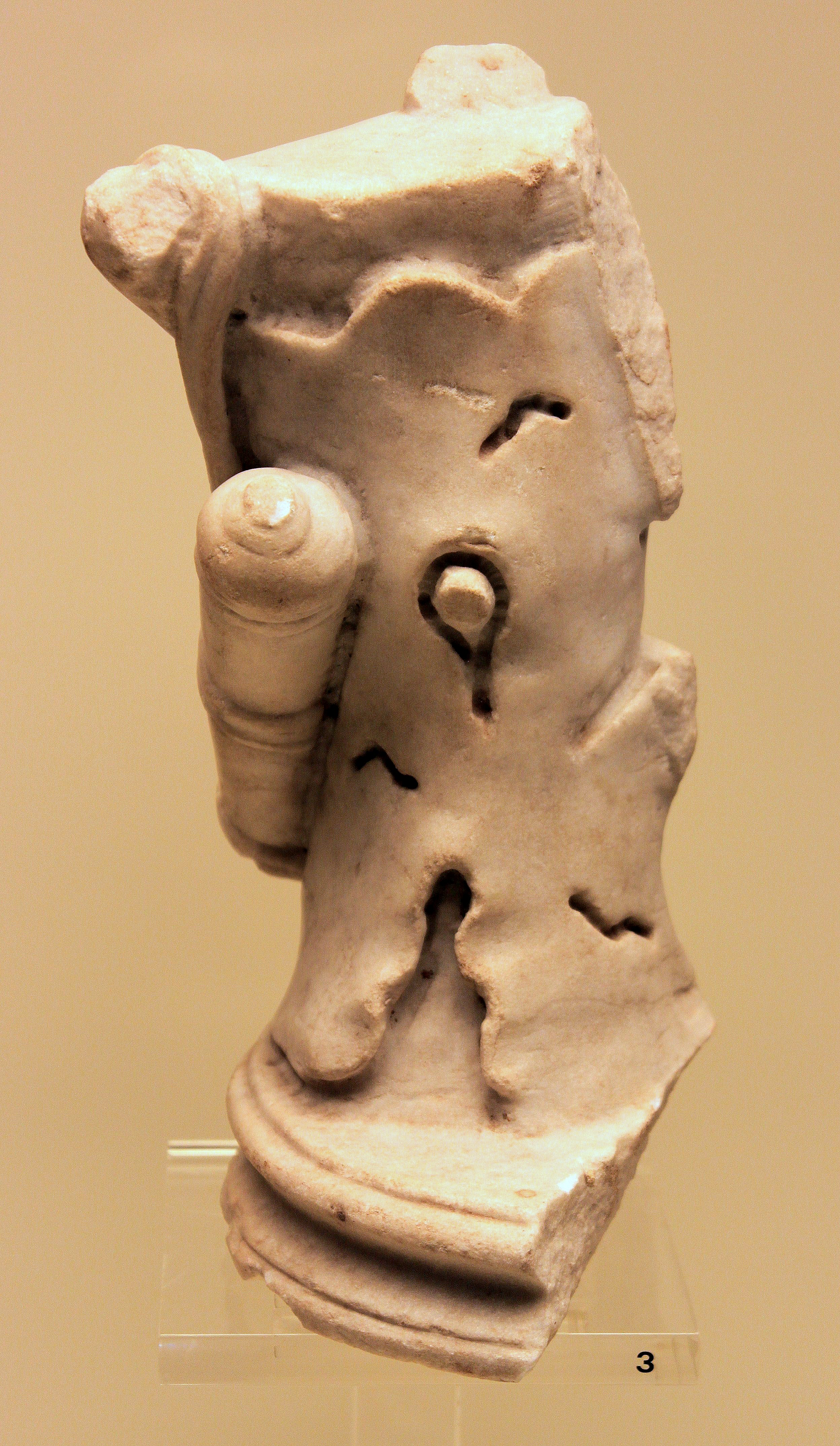
Figura de marbre (Camí de la Vega d'Albalate, Calanda).

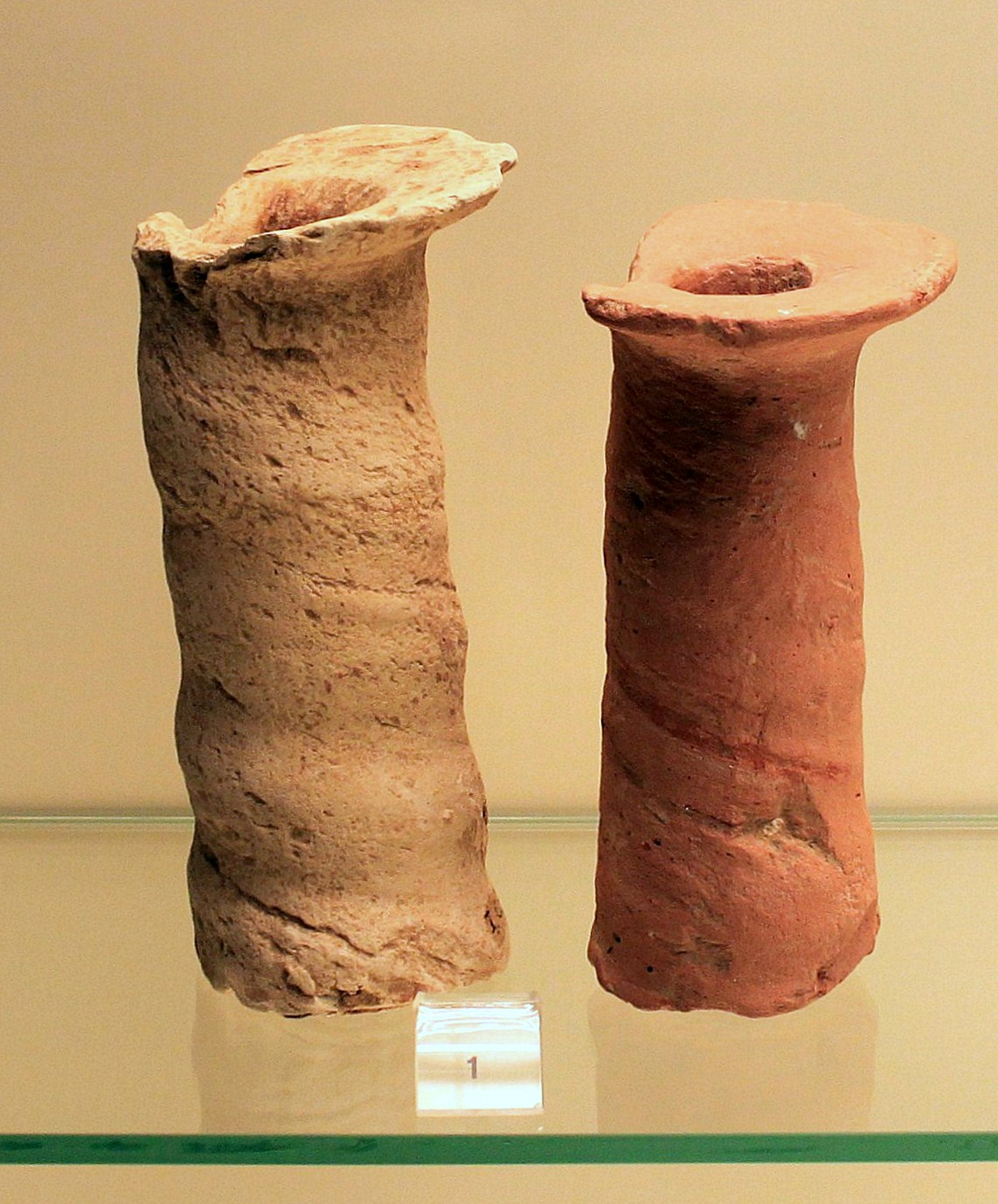
Clavilles de subjecció de les dobles parets laterals per les quals circulava l'aire calent procedent del hipocausto (Camí de la Vega d'Albalate, Calanda).

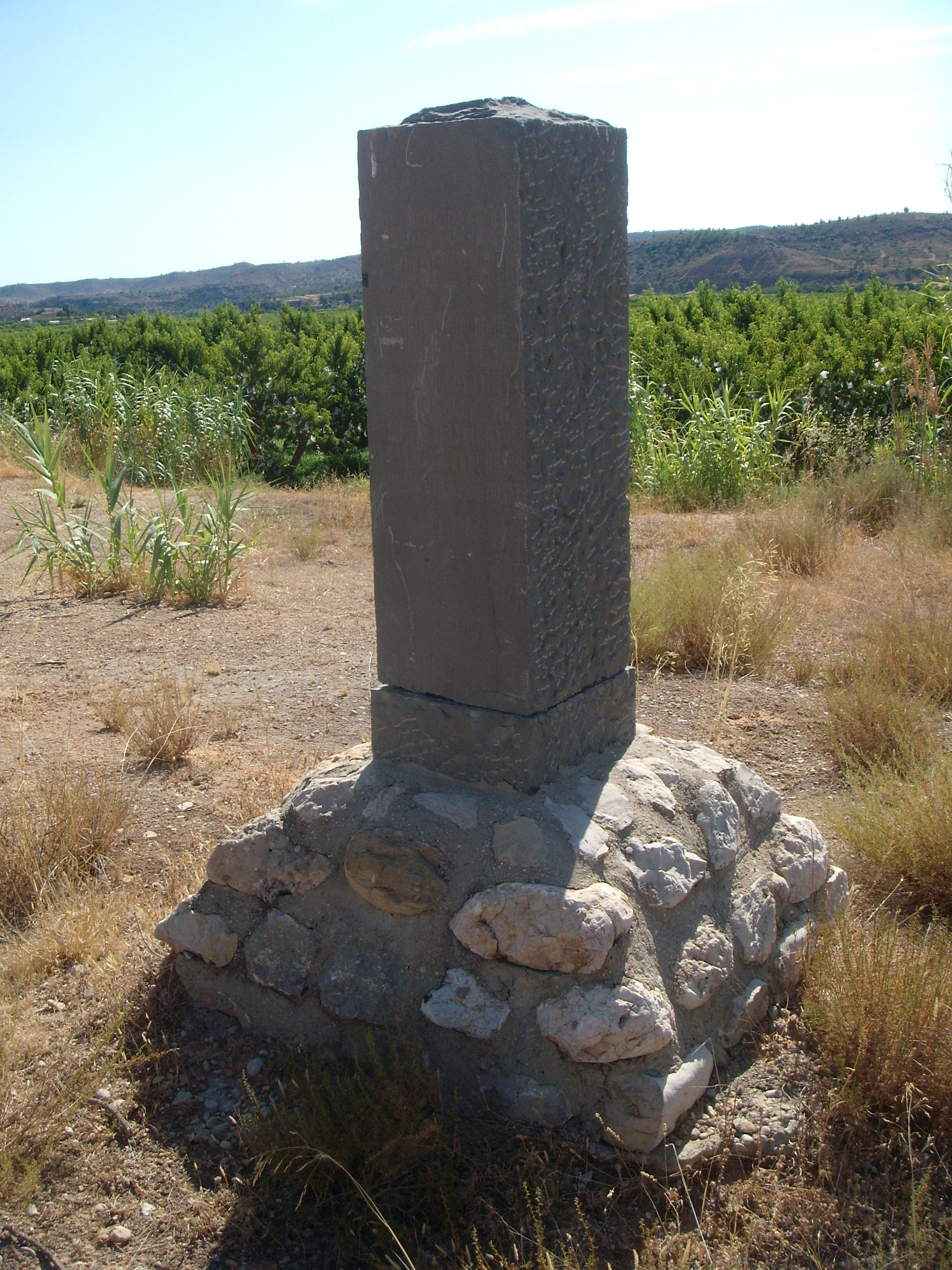
Fita commemorativa de la partida d'Albalate, proper al lloc on va ser descobert el mosaic romà trobat per Bielsa Alegre.

A més del mosaic, la vila romana oferia altres elements d'interès, propis de l'avançat grau de complexitat que havia aconseguit la vida de les classes altes lluny dels grans nuclis urbans. Així, sota els fonaments del mosaic (d'un carreu perfectament acabat), va aparèixer el sistema de calefacció de la vila, d'una gran sofisticació per a l'època.
Al costat del monumental mosaic, van ser apareixent altres objectes de l'època (ss. III-IV dC) de molt divers signe, alguns dels quals poden veure's avui en les vitrines del museu turolense; entre els objectes més notables, alguns d'ells conservats fragmentariamente, figuren:
- Una petita escultura de marbre tallat -de 22,5 cm d'altura- destinada a ús ornamental;
- Dues clavilles de subjecció -realitzades en Ceràmica- de les dobles parets laterals per les quals circulava l'aire calent procedent del hipocausto;
- Un bol de ceràmica amb decoració per impressió a força de cercles punteados;
- Un atuell de ceràmica vidriada, amb escates de barbotina;
- Un suport de bronze destinat a l'equipament domèstic -subjecció per a rostir
- Una agulla d'os tallat, mil·limètricament treballada donada les seves diminutes dimensions (0,5 cm d'ample x 4,2 cm de llarg);
- Maons de ceràmica utilitzats per a la pavimentació de la vila.

### Tancament del Jaciment
En qualsevol cas, i per problemes d'infraestructura, el Jaciment va ser abandonat una vegada es va extreure el seu tresor màxim: el mosaic. Posteriorment, Antonio Bielsa, propietari de la finca i arqueòleg ocasional, realitzaria diversos sondejos del terreny, que amb el temps esdevindria en una plantació de presseguers.
A l'octubre de 1965 el mosaic va ser traslladat del Museu turolense a Calanda per a la seva exhibició. La Diputació Provincial de Terol va col·locar una fita commemorativa en el lloc de la troballa; en ell pot llegir-se la següent inscripció: